# 安德里伊夫卡 (斯卡多夫斯克區)
46°15′27″N 32°56′3″E / 46.25750°N 32.93417°E
安德里伊夫卡（烏克蘭語：Андріївка）是位於烏克蘭南部的村莊，由赫爾松州斯卡多夫斯克區的斯卡多夫斯克市鎮負責管轄。該村始建於1924年，面積0.08平方公里，海拔高度25米，2001年人口326，人口密度每平方公里4,289.5人。